# AFI's 100 Years... 100 Thrills
AFI's 100 Years... 100 Thrills è una classifica che fa parte della serie di AFI 100 Years... series e comprende i cento film ritenuti più coinvolgenti e avvincenti.
Fu resa nota per la prima volta dall'American Film Institute durante uno speciale della CBS del 12 giugno 2001 condotto da Harrison Ford (che tra l'altro è presente in quattro film della lista).
Alfred Hitchcock è il regista più premiato con nove film presenti, tra cui il numero uno e altri due nei primi sette. Steven Spielberg è il secondo con sei film di cui due nella top ten, mentre Stanley Kubrick è terzo con cinque.

## La lista
1. Psyco (Psycho), regia di Alfred Hitchcock (1960)
2. Lo squalo (Jaws), regia di Steven Spielberg (1975)
3. L'esorcista (The Exorcist), regia di William Friedkin (1973)
4. Intrigo internazionale (North by Northwest), regia di Alfred Hitchcock (1959)
5. Il silenzio degli innocenti (The Silence of the Lambs), regia di Jonathan Demme (1991)
6. Alien, regia di Ridley Scott (1979)
7. Gli uccelli (The Birds), regia di Alfred Hitchcock (1963)
8. Il braccio violento della legge (The French Connection), regia di William Friedkin (1971)
9. Rosemary's Baby - Nastro rosso a New York (Rosemary's Baby), regia di Roman Polański (1968)
10. I predatori dell'arca perduta (Raiders of the Lost Ark), regia di Steven Spielberg (1981)
11. Il padrino (The Godfather), regia di Francis Ford Coppola (1972)
12. King Kong, regia di Merian C. Cooper e Ernest B. Schoedsack (1933)
13. Gangster Story (Bonnie and Clyde), regia di Arthur Penn (1967)
14. La finestra sul cortile (Rear Window), regia di Alfred Hitchcock (1954)
15. Un tranquillo weekend di paura (Deliverance) regia di John Boorman (1972)
16. Chinatown, regia di Roman Polanski (1974)
17. Va e uccidi (The Manchurian Candidate), regia di John Frankenheimer (1962)
18. La donna che visse due volte (Vertigo), regia di Alfred Hitchcock (1958)
19. La grande fuga (The Great Escape), regia di John Sturges (1963)
20. Mezzogiorno di fuoco (High Noon), regia di Fred Zinnemann (1952)
21. Arancia meccanica (A Clockwork Orange), regia di Stanley Kubrick (1971)
22. Taxi Driver, regia di Martin Scorsese (1976)
23. Lawrence d'Arabia (Lawrence of Arabia), regia di David Lean (1962)
24. La fiamma del peccato (Double Indemnity), regia di Billy Wilder (1944)
25. Titanic, regia di James Cameron (1997).
26. Il mistero del falco (The Maltese Falcon), regia di John Huston (1941)
27. Guerre stellari (Star Wars), regia di George Lucas (1977)
28. Attrazione fatale (Fatal Attraction), regia di Adrian Lyne (1987)
29. Shining (The Shining), regia di Stanley Kubrick (1980)
30. Il cacciatore (The Deer Hunter), regia di Michael Cimino (1978)
31. Incontri ravvicinati del terzo tipo (Close Encounters of the Third Kind), regia di Steven Spielberg (1977)
32. L'altro uomo (Strangers on a Train), regia di Alfred Hitchcock (1951)
33. Il fuggitivo (The Fugitive), regia di Andrew Davis (1993)
34. La morte corre sul fiume (The Night of the Hunter), regia di Charles Laughton (1955)
35. Jurassic Park, regia di Steven Spielberg (1993)
36. Bullitt, regia di Peter Yates (1968)
37. Casablanca, regia di Michael Curtiz (1942)
38. Notorious - L'amante perduta (Notorious), regia di Alfred Hitchcock (1946)
39. Trappola di cristallo (Die Hard), regia di John McTiernan (1988)
40. 2001: Odissea nello spazio (2001: A Space Odyssey), regia di Stanley Kubrick (1968)
41. Ispettore Callaghan: il caso Scorpio è tuo! (Dirty Harry), regia di Don Siegel (1971)
42. Terminator (The Terminator), regia di James Cameron (1984)
43. Il mago di Oz (The Wizard of Oz), regia di Victor Fleming (1939)
44. E.T. l'extra-terrestre (E.T. the Extra-Terrestrial), regia di Steven Spielberg (1982)
45. Salvate il soldato Ryan (Saving Private Ryan), regia di Steven Spielberg (1998)
46. Carrie - Lo sguardo di Satana (Carrie), regia di Brian De Palma (1976)
47. L'invasione degli Ultracorpi (Invasion of the Body Snatchers), regia di Don Siegel (1956)
48. Il delitto perfetto (Dial M for Murder), regia di Alfred Hitchcock (1954)
49. Ben-Hur, regia di William Wyler (1959)
50. Il maratoneta (Marathon Man), regia di John Schlesinger (1976)
51. Toro scatenato (Raging Bull), regia di Martin Scorsese (1980)
52. Rocky, regia di John G. Avildsen (1976)
53. Pulp Fiction, regia di Quentin Tarantino (1994)
54. Butch Cassidy (Butch Cassidy and the Sundance Kid), regia di George Roy Hill (1969)
55. Gli occhi della notte (Wait Until Dark), regia di Terence Young (1967)
56. Frankenstein, regia di James Whale (1931)
57. Tutti gli uomini del presidente (All the President's Men), regia di Alan J. Pakula (1976)
58. Il ponte sul fiume Kwai (The Bridge on the River Kwai), regia di David Lean (1957)
59. Il pianeta delle scimmie (Planet of the Apes), regia di Franklin J. Schaffner (1968)
60. Il sesto senso (The Sixth Sense), regia di M. Night Shyamalan (1999)
61. Il promontorio della paura (Cape Fear), regia di J. Lee Thompson (1962)
62. Spartacus, regia di Stanley Kubrick (1960)
63. Che fine ha fatto Baby Jane? (What Ever Happened to Baby Jane?), regia di Robert Aldrich (1962)
64. L'infernale Quinlan (Touch of Evil), regia di Orson Welles (1958)
65. Quella sporca dozzina (The Dirty Dozen), regia di Robert Aldrich (1967)
66. Matrix (The Matrix), regia di Andy Wachowski e Larry Wachowski (1999)
67. Il tesoro della Sierra Madre (The Treasure of the Sierra Madre), regia di John Huston (1948)
68. Halloween - La notte delle streghe (Halloween), regia di John Carpenter (1978)
69. Il mucchio selvaggio (The Wild Bunch), regia di Sam Peckinpah (1969)
70. Quel pomeriggio di un giorno da cani (Dog Day Afternoon), regia di Sidney Lumet (1975)
71. Agente 007 - Missione Goldfinger (Goldfinger), regia di Guy Hamilton (1964)
72. Platoon, regia di Oliver Stone (1986)
73. Vertigine (Laura), regia di Otto Preminger (1944)
74. Blade Runner, regia di Ridley Scott (1982)
75. Il terzo uomo (The Third Man), regia di Carol Reed (1949)
76. Thelma & Louise (Thelma and Louise), regia di Ridley Scott (1991)
77. Terminator 2 - Il giorno del giudizio (Terminator 2: Judgment Day), regia di James Cameron (1991)
78. Angoscia (Gaslight), regia di George Cukor (1944)
79. I magnifici sette (The Magnificent Seven), regia di John Sturges (1960)
80. Rebecca - La prima moglie (Rebecca), regia di Alfred Hitchcock (1940)
81. Il presagio (The Omen), regia di Richard Donner (1976)
82. Ultimatum alla Terra (The Day the Earth Stood Still), regia di Robert Wise (1951)
83. Il fantasma dell'Opera (The Phantom of the Opera), regia di Rupert Julian (1925)
84. Poltergeist - Demoniache presenze (Poltergeist), regia di Tobe Hooper (1982)
85. Dracula, regia di Tod Browning (1931)
86. Il ritratto di Dorian Gray (The Picture of Dorian Gray), regia di Albert Lewin (1945)
87. La cosa da un altro mondo (The Thing from Another World), regia di Howard Hawks e Christian Nyby (1951)
88. La parola ai giurati (12 Angry Men), regia di Sidney Lumet (1957)
89. I cannoni di Navarone (The Guns of Navarone), regia di J. Lee Thompson (1961)
90. L'avventura del Poseidon (The Poseidon Adventure), regia di Ronald Neame (1972)
91. Braveheart - Cuore impavido (Braveheart), regia di Mel Gibson (1995)
92. Brivido caldo (Body Heat), regia di Lawrence Kasdan (1981)
93. La notte dei morti viventi (Night of the Living Dead), regia di George A. Romero (1968)
94. Sindrome cinese (The China Syndrome), regia di James Bridges (1979)
95. Full Metal Jacket, regia di Stanley Kubrick (1987)
96. Velluto blu (Blue Velvet), regia di David Lynch (1986)
97. Preferisco l'ascensore! (Safety Last), regia di Fred C. Newmeyer e Sam Taylor (1923)
98. Blood Simple - Sangue facile (Blood Simple), regia di Joel Coen e Ethan Coen (1984)
99. Speed, regia di Jan de Bont (1994)
100. La leggenda di Robin Hood (The Adventures of Robin Hood), regia di Michael Curtiz (1938)